# Физкультура и спорт (журнал)
«Физкультура и спорт» — советский и российский иллюстрированный научно-популярный и литературно-художественный журнал по проблемам физической культуры и спорта, издающийся в Москве на русском языке.

## История
15 мая 1922 года вышел в свет первый номер журнала «Физическая культура», орган Всевобуча. В 1923 году перестали существовать и Всевобуч и сам журнал.
Несмотря на официальные данные, отражённые во втором издании БСЭ, Энциклопедическом словаре по физической культуре и спорту, имеется точка зрения, согласно которой следует определять дату основания журнала «Физкультура и спорт» 1922 годом, временем основания журнала «Физическая культура». Она не имеет ни юридических предпосылок (официальные распоряжения об организации редакции журнала относятся к 1927—1928 годам), ни с библиографических позиций.
В 1924 году начал выходить журнал «Известия физической культуры», который с 1928 года сменил журнал «Физкультура и спорт».
В разное время журнал был органом организаций, отвечающих за развитие физической культуры и спорта в стране: Всесоюзного совета физической культуры (ВСФК) при ЦИК СССР, позднее — Комитета по делам физической культуры и спорта при СНК СССР, а затем и Комитета по физической культуре и спорту при Совмине СССР.
Первоначально журнал имел научно-популярную направленность. В нём периодически печатались статьи по теоретическим и методическим вопросам различных видов спорта, но ко второй половине 1950-х годов, после начала выхода журналов «Лёгкая атлетика», «Спортивные игры», «Физическая культура в школе», такие статьи исчезли из его содержания.

## Редакторы
- 1928—1934 — Василий Михайлов;
- 1934—1935 — А. М. Есаян;
- 1935 — И. Дёмин;
- 1935—1936 — П. Полуянов;
- 1936 — Давид Ещин;
- 1936—1937 — Арон Иттин;
- 1937 — Б. Аристов;
- 1937—1938 — Редколлегия;
- 1938—1939 — А. Зеликов;
- 1939—1941 — Редколлегия;
- 1945—1946 — Редколлегия;
- 1946—1947 — Евгений Симонов;
- 1947—1954 — П. М. Петухов;
- 1954—1971 — Пётр Соболев;
- 1971—1973 — Николай Тарасов;
- 1973—1992 — Анатолий Чайковский;
- 1992—2017 — Игорь Сосновский.
- С 2017 — Евгений Богатырёв.

## Приложения к журналу
- 1996—2013 (38 выпусков) — Золотая библиотека здоровья